# Kevin Matthews
Kevin Matthew McDonald (nacido el 10 de febrero de 1983) es un luchador profesional estadounidense actualmente está firmando con All Elite Wrestling (AEW) como entrenador y productor, conocido por su tiempo en Impact Wrestling, bajo el nombre de KM.

## Carrera

### Promociones independientes y aparición en la WWE (2000–2014)
Como nativo de Nueva York, Matthews luchó en muchas promociones en la ciudad de Nueva York y Nueva Jersey al principio de su carrera. En 2004 luchó por World Xtreme Wrestling en Pennsylvania en equipo con Greg Matthews. Fue dirigido por Krissy Vaine . El 14 de junio de 2005, Matthews luchó como talento de mejora en su única aparición en la WWE. Se asoció con Nick Berk, perdiendo contra MNM (Joey Mercury y Johnny Nitro).
También luchó en Women Superstars Uncensored desde 2006-2010. El 12 de diciembre de 2009, Matthews perdió ante Tito Santana en NWS / WSU The Awesome Challenge en Flemington, Nueva Jersey. Matthews pasó la mayor parte de su carrera actuando para Pro Wrestling Syndicate. El 8 de mayo de 2010 Matthews derrotó a la leyenda del boxeo Butterbean por el título de peso pesado de PWS. El título fue desocupado el 20 de agosto de 2010. Él recuperaría el título al derrotar a Sami Callihan el 2 de junio de 2012. El 20 de noviembre de 2012, Matthews dejó caer el título a Matt Hardy. Volvería a ganar el título al derrotar a Hardy el 9 de febrero de 2013. Durante su reinado derrotó a Colt Cabana , Anthony Nese y Homicide. El 20 de septiembre de 2013, le entregaría el título a Alex Reynolds. El 17 de mayo de 2014 derrotó a Jeff Jarrett.

### Impact Wrestling (2017-2019)
El 6 de marzo de 2017, se informó que McDonald había firmado con Impact Wrestling. En el episodio del 30 de marzo de 2017 de Impact Wrestling, debutó como el primo de Sienna, derrotando a Braxton Sutter con la interferencia de Sienna. En el episodio del 25 de mayo de 2017 de Impact Wrestling, KM se unió a Kongo Kong derrotando a Braxton Sutter y Mahabali Shera, luego de que ambos equipos comenzaron una pelea entre ellos. El 15 de junio, episodio de Impact Wrestling que ocurrió en Mumbai, India., KM compitió en un partido de Gauntlet para el trofeo inaugural Sony SIX Invitational Trophy, que fue ganado por Mahabali Shera después de que fue eliminado por Shera. 
El 2 de julio, durante el Pre Show de Slammiversary XV, KM se unió a Kongo Kong y Laurel Van Ness perdiendo ante Mahabali Shera, Braxton Sutter y Allie en un partido de seis personas. En las grabaciones de Impact Wrestling del 18 de enero de 2018, KM atacó a James Storm con una botella de cerveza, rompiéndola en la cabeza, después de unirse al American Top Team. 
Luego, KM luego formó una alianza con Fallah Bahh en el proceso. En marzo de 2019, su perfil se trasladó a la sección de alumnos de la página de la lista de Impact en su sitio web. Posteriormente dejó de aparecer en el programa semanal de Impact Wrestling. Matthews luego discutiría con el propietario de Impact Scott D'Amore en Twitter sobre la cantidad que pagan por su talento.

### All Elite Wrestling (2021-presente)
KM debutó el lunes 4 de octubre de 2021 en un episodio de AEW Dark: Elevation en un combate contra Sonny Kiss. En el episodio del 11 de mayo de 2022 de AEW Dynamite, KM aparecería como guardia de seguridad en la firma de un contrato entre MJF y Wardlow para un combate en Double or Nothing. Volvería a aparecer en Elevation contra John Silver el 27 de junio de 2022. En Rochester, Nueva York, el 6 de julio, regresaría como parte del American Top Team con Dan Lambert, para el partido por el Campeonato TNT de AEW entre Scorpio Sky y Wardlow.
En junio de 2023, se informó que Matthews había aceptado un trabajo como entrenador/productor detrás del escenario para AEW.

## Campeonatos y logros
- Impact Wrestling
  - Turkey Bowl (2018) – con Fallah Bahh, Alisha Edwards, Kikutaro, y Dezmond Xavier

- Pro Wrestling Illustrated
  - PWI lo clasificó como el #211 de los 500 mejores luchadores de singles en el PWI 500 en 2017[1]

- Pro Wrestling Syndicate
  - PWS Heavyweight Championship (3 veces)[2]

- Stars & Stripes Championship Wrestling
  - SSCW Television Championship (1 vez)[3]

- World Xtreme Wrestling
  - WXW Tag Team Championship (1 vez) – con Greg Matthews

- WrestlePro
  - WrestlePro Tag Team Championship (1 vez) – con Fallah Bahh